# Сова-лісовик строката
Сова-лісовик строката (Strix nigrolineata) — вид птахів родини совових (Strigidae). Поширений у Неотропіці.

## Поширення
Ареал сови простягається від центральної Мексики через Центральну Америку до північно-західної Колумбії, Венесуели та західного Еквадору. Він також досягає крайнього північного заходу Перу. Це осілий птах, місцем проживання якого є тропічний ліс. Мешкає на галявинах і узліссях, а також у відкритих болотистих лісах. Він також мешкає в галерейних лісах і мангрових заростях. Його висотне поширення коливається від низин до висот 2400 метрів.

## Опис
Довжина цього птаха становить приблизно 38 см. Він має жовтий дзьоб, чорно-коричневе оперення зверху та тонкі білі смуги на череві.

## Спосіб життя
Птах активний в сутінках і вночі. Виживає в густому листі дерев, часто між ліанами або в безпосередній близькості від стовбура. Пари часто поллють разом. Дієта складається в основному з комах і дрібніших ссавців. Він також ловить кажанів і дрібних птахів. Період розмноження припадає на сухий сезон. Відповідно, він розмножується в Центральній Америці в період з березня по травень. У кладці зазвичай два яйця. Самиця сама висиджує яйця, а самець її годує.